# Giuseppe Archinto
Giuseppe Archinto (ur. 7 maja 1651 w Mediolanie, zm. 9 kwietnia 1712 tamże) – włoski kardynał.

## Życiorys
Urodził się 7 maja 1651 roku w Mediolanie, jako syn Carla Archinto i Cateriny Arese. Studiował na Uniwersytecie Pawijskim, gdzie uzyskał doktorat utroque iure. Był protonotariuszem apostolskim i referendarzem Trybunału Obojga Sygnatur. 18 marca 1686 roku został tytularnym arcybiskupem Tesalonik, a trzynaście dni później przyjął sakrę. W latach 1686–1689 był nuncjuszem w Toskanii, a w okresie 1689–1695 – w Wenecji. W 1696 roku został nuncjuszem w Hiszpanii, gdzie wdał się w intrygi polityczne pomiędzy Habsburgami a Burbonami, będące prologiem do wojny o sukcesję hiszpańską. Dzięki wytycznym od papieża zdołał utrzymać zaufanie Karola II, zachowując jednocześnie wpływy w rodzie Burbonów. 18 maja 1699 roku został arcybiskupem Mediolanu. 14 listopada został kreowany kardynałem prezbiterem i otrzymał kościół tytularny Santa Prisca. W 1706 roku Księstwo Mediolanu został podbite przez wojska cesarskie pod dowództwem Eugeniusza Sabaudzkiego, a Archinto został zmuszony do współpracy z nimi. Kardynał zmarł 9 kwietnia 1712 roku w Mediolanie.